# Tsuruoka
Tsuruoka (鶴岡市?, Tsuruoka-shi) è una città giapponese della prefettura di Yamagata.

## Amministrazione

### Gemellaggi
- La Foa